# Ontario Hockey League
L'Ontario Hockey League (OHL) è una delle tre leghe giovanili di hockey su ghiaccio che costituiscono la Canadian Hockey League (CHL). La Lega è nata per far giocare i giocatori di età compresa tra i 15 e i 20 anni.
L'OHL è affiliata all'Ontario Hockey Federation (OHF) canadese.
La lega è stata costituita per la prima volta nel 1974. David Branch è stato il commissario unico della OHL dalla sua fondazione. Dal 1980 la lega è cresciuta rapidamente in un prodotto commerciale di alto profilo, con molte partite mandate in onda su radio e televisioni.
Ci sono attualmente 20 squadre nella OHL, 17 hanno sede in Ontario, 2 squadre in Michigan e 1 squadra in Pennsylvania. Dei 17 team basati in Ontario, 15 squadre sono dislocate nel Sud Ontario e 2 nel Nord Ontario.
Le tre più grandi arene dell'OHL sono di Ottawa (Urbandale Centre), di London (John Labatt Centre), e di Windsor (la WFCU Centre).

## Squadre attuali

### Eastern Conference
- Belleville Bulls
- Kingston Frontenacs
- Oshawa Generals
- Ottawa 67's
- Peterborough Petes
- Barrie Colts
- Brampton Battalion
- Mississauga St. Michael's Majors
- Niagara IceDogs
- Sudbury Wolves

### Western Conference
- Erie Otters
- Guelph Storm
- Kitchener Rangers
- London Knights
- Owen Sound Attack
- Plymouth Whalers
- Saginaw Spirit
- Sarnia Sting
- Sault Ste. Marie Greyhounds
- Windsor Spitfires